# Оттоновский переулок
Оттоновский переулок — улица в Одессе, в историческом центре города, от Преображенской улицы до улицы Гоголя.

## История
На картах города — с 1836 года. Первоначальное название — Малый переулок. С 1864 — Малый Софиевский (Малософиевский, именовался иногда и улицей), Казарменный переулок (1866). С 1937 по 2023 год — в честь великого русского поэта Николая Некрасова (1821—1877).
С 20 июля 2023 года переулок носит название Оттоновский.

## Известные жители
д. 1 — генерал И. В. Сабанеев (1816—1829)
д. 2 — архитектор Людвиг Оттон (собственный дом)
д. 7 — Илья Мечников (1878)